# Airborne Concept
Airborne Concept est une startup de la région toulousaine qui conçoit des drones, possède un service de maintenance, un atelier de réparation et propose des formations au télépilotage. Depuis sa création en janvier 2014, la société a conçu différents types de drones : l'Airborne Octopush, drone multirotor, le Drop'n Drone, drone aérolargable et le Up-Start Drone, drone convertible. Avec la société d’ingénierie Egis, ils ont fabriqué le transpondeur ADS-B, dispositif de signalement.
Airborne Concept est en liquidation judiciaire depuis le 27 septembre 2018.

## Historique
Fondée le 22 janvier 2014 par Arnaud Le Maout et Vincent Croze, deux spécialistes de l'aéronautique, ses locaux sont situés sur la parc d'activités de Francazal, ancienne base aérienne militaire situé à Cugnaux à proximité de Toulouse. Son président, Arnaud Le Maout, est un pilote et ancien commandant des forces spéciales de l'armée de l'air française,,,. Vincent Croze est un pilote privé et aéromodéliste. Alexandre Ricard est le directeur financier de l'entreprise.
Au début de l'année 2014, pour répondre à l'engouement suscité par les drones civils, la société Airborne Concept crée le Centre d'Instruction et d'Entrainement au Télépilotage (CIET) pour donner une culture aéronautique et former les futurs pilotes de drones,. Ces derniers doivent respecter la réglementation définie par la Direction générale de l'Aviation civile (DGAC),. L’école leur apprend à respecter la loi, la sécurité et la vie privée. Elle propose aussi une formation à la maintenance et à la rédaction de documents officiels exigés par la DGAC.
Au cours de son développement, Airborne Concept est soutenue par la société de transfert technologique toulousaine Toulouse Tech Transfer (TTT), et a bénéficié du Bizlabb, accélérateur de startups du constructeur aéronautique Airbus. L'entreprise est un membre du projet Coopol. D'une durée de trois ans et piloté par Thales, ce projet vise à fournir un système de drones adaptés aux besoins des forces de secours et de sécurité,.
L'entreprise présente son drone aérolargable, le Drop'n Drone, au salon international de l'aéronautique et de l'espace de Paris-Le Bourget de 2015,. Deux ans plus tard, sur le même salon, elle présente son convertible, le Up-Start Drone.
Airborne Concept, lourdement déficitaire, est en liquidation judiciaire depuis le 27 septembre 2018. 

## Conception de drones

### Airborne Octopush
Airborne Octopush est un drone multirotor, conçu pour transporter des charges lourdes. Ces charges peuvent être des capteurs comme un appareil photo, une caméra infrarouge ou thermique. Il est utilisé par le Groupe de Secours Catastrophe Français pour venir en aide aux victimes de catastrophes naturelles,,. Par rapport à d'autres drones du commerce, ce modèle est sécurisé par le fait qu'il possède une duplication des moteurs et de son système de pilotage,.
L'Airborne Octopush a un diamètre de 100 centimètres à 3 mètres. Sa charge utile peut aller jusqu'à 2 kg et son poids total maximum est alors de 8 kg. Sa vitesse de croisière est 45 km/h. Il peut travailler sur une plage d'altitude allant de 0 à 9 000 pieds. Il est alimenté par une batterie LiPo 6S. Son autonomie de vol est de 30 minutes.

### Drop'n Drone
Drop'n Drone est un drone aérolargable depuis un aéronef en vol, avion ou hélicoptère ou aérostat. Lorsqu'il est transporté, ses ailes sont dans l'axe de son fuselage. Après le largage, il tombe en chute libre. Puis un parachute s'enclenche et le drone se stabilise en étendant automatiquement ses ailes,,,. Une fois les moteurs enclenchés, le parachute est détaché,. La spécificité aérolargable permet d'économiser la batterie et donc garantir plus d'autonomie. Les moteurs électriques permettent au drone d'être silencieux. Conçu en partenariat avec une équipe de recherche de l'institut supérieur de l'aéronautique et de l'espace (ISAE-SUPAERO) de Toulouse, ces travaux ont fait l'objet d'un brevet,,.
Le Drop'n Drone possède une envergure de 2,35 mètres. Sa charge utile peut aller jusqu'à 1,8 kg et son poids total maximum est de 10 kg. Sa vitesse de croisière est 70 km/h et celle maximale est 120 km/h. Il peut travailler sur une plage d'altitude allant de 0 à 12 000 pieds. Il peut être équipé d'une batterie LiPo ou d'une pile à combustible qui lui permet jusqu'à 12 heures d'autonomie,,.
Dans le domaine civil, les applications envisagées sont le relais de communication GSM et la reconnaissance en zones inaccessibles ou polluées,,. Pour exemples, les clients visés sont la sécurité civile et les constructeurs aéronautiques comme Airbus pour analyser une zone d'accident aérien difficile d'accès afin de repérer des victimes ou des débris, les opérateurs de téléphonie mobile comme Orange ou ceux du réseau électrique comme Enedis pour inspecter des infrastructures après une catastrophe naturelle,. Dans le domaine militaire, elles sont de le secteur de la surveillance avec du suivi et celui des renseignements avec de l'observation,.

### Up-Start Drone
Up-Start Drone est un convertible capable de changer de configuration pour faire du vol stationnaire ou du vol longue distance,. Le vol stationnaire est le domaine des multirotors qui sont capables de décoller sur peu d'espace et rester sur place en vol avec une grande précision. Le vol longue distance et celui des drones à voilure fixe dont l'aérodynamisme et les ailes permettent un grand rayon d'action et une autonomie plus importante. Le Up-Start Drone est des rares convertibles au monde capable d'évoluer dans les deux catégories. L'engin volant est équipé de deux hélices, montées sur un dispositif permettant de les incliner. Ayant la forme d'une aile pourvue de deux volets, l'appareil peut décoller verticalement puis passer en position horizontale pour faire de la longue distance puis repasser en vol stationnaire en fonction du besoin.
Par rapport aux autres modèles de drones de la société, le Up-Start Drone peut être conçu avec des caractéristiques différentes pour s'adapter aux besoins. Son envergure peut par exemple être définie entre 80 centimètres à 3 mètres. Dans sa version la plus grande, sa charge utile peut aller jusqu'à 5 kg et son poids total maximum est alors de 25 kg. Sa vitesse de croisière est 70 km/h et celle maximale est 110 km/h. Il peut travailler sur une plage d'altitude allant de 0 à 32 000 pieds. Il est alimenté par une batterie LiPo. Son autonomie de vol fluctue en fonction des phases de vol et est comprise entre 15 minutes à 1 heure de vol.

## Formations au pilotage
Sur le site de l'ancienne base aérienne militaire de Francazal, à Cugnaux, Airborne concept a une école de formation au pilotage de drones dotée d'un salle d'instruction, zone de vol en intérieur et en extérieur,. Les formations, débutent par le passage du brevet théorique ULM, équivalent du code de la route pour les automobilistes,. L'entreprise dispose également de deux autres centres d'instruction et d'entrainement au télépilotage (CIET). L'un est situé sur la base aérienne 102 Dijon-Longvic en Côte-d'Or et l'autre à Gironde en Gironde. D'autres implantations sont en cours et dans une interview, le directeur financier annonce un plan de développement à l'international de cette partie des activités.

## Transpondeur ADS-B
En vertu d'une législation qui tend à rendre obligatoire l’emport par les drones d’un dispositif de signalement, Airborne Concept s'associe au groupe international d’ingénierie Egis pour mettre au point le transporteur ADS-B embarqué sur le drone. Après une preuve de concept et en vue de son industrialisation, les deux entreprises déposent un brevet commun,,,.